# 李倚
李倚（9世纪？—897年），唐朝皇子，是唐懿宗的第八子，生母不详。
咸通十三年（872年），李倚被他父亲唐懿宗封为睦王，住在大明宫内院。
西川节度使陈敬瑄攻打东川节度使顾彦朗，蜀道因此不通，工部尚书张读作为两川慰谕使奉命劝解无果，被朝廷以无功之罪改睦王傅，廷议多以为屈。
唐昭宗乾宁三年（896年），李倚与通王李滋、济王、韶王、彭王、韩王、沂王、陈王领侍卫诸军，统安圣、奉宸、保宁、安化军卫京师。昭宗因凤翔节度使李茂贞逼宫，投奔镇国军节度使韩建。韩建威胁唐昭宗，说八王擅权、图谋杀死自己再劫驾去河中。遂解除兵权，归于十六宅。嗣延王李戒丕、嗣丹王李允往见李克用，韩建讨厌他们，尤其厌恶嗣覃王李嗣周曾督军伐李茂贞。乾宁四年（897年）八月，韩建与刘季述矫诏攻十六宅，将十一王带到石堤谷，一起诛杀。济王、韶王、彭王、韩王、沂王、陈王、延王、丹王、覃王的世系不明。天复（901年—904年）初年，追赠李倚恭哀太子。《唐会要》记载，其陵墓在京兆府昭应县界。